# Cretinismo
El síndrome de deficiencia congénita de yodo, históricamente denominado cretinismo es una afección médica presente al nacer caracterizada por un desarrollo físico y mental deficiente, debido a una insuficiencia de hormona tiroidea (hipotiroidismo), a menudo causada por una ingesta insuficiente de yodo en la dieta durante el embarazo. Es una de las causas de la función tiroidea hipoactiva al nacer, llamada hipotiroidismo congénito. Si no se trata, provoca un deterioro del desarrollo físico y mental. Los síntomas pueden incluir bocio, crecimiento deficiente en longitud en los bebés, estatura adulta reducida, piel engrosada, pérdida de cabello, hiperglosia y abdomen protuberante; retraso en la maduración ósea y la pubertad en niños; y deterioro mental, deterioro neurológico, ausencia de ovulación e infertilidad en adultos.
El cretinismo surge de una deficiencia de la glándula tiroides que es la que regula las hormonas tiroideas. Estas tienen efectos permisivos sobre el crecimiento de los tejidos musculares y neurológicos. Una persona afectada por cretinismo sufre graves retardos físicos y mentales. En algunas ocasiones el sujeto podrá tener la estatura física de un niño, cuando en realidad la persona es mucho mayor. Otros síntomas pueden incluir un abdomen protuberante y piel cerosa.
El cretinismo está causado por una deficiencia de yodo. Por esta razón, el cretinismo ha sido históricamente más común en las zonas donde el agua posee poco yodo.
Si es tratado con prontitud con hormonas tiroideas y con la adición de yodo a la dieta, se pueden apreciar progresos significativos .

## Síntomas
El niño o niña al nacer presenta deformaciones morfológicas importantes:
- Macroglosia: hipertrofia lingual.
- Engrosamiento de la piel.
- Poco pelo y fuerte.
- Reducción de la tolerancia al frío.
- Latido cardíaco lento, rápido o irregular.
- Estreñimiento.
- Confusión mental incluyendo depresión, psicosis o falta de memoria.
- Retención de líquidos, especialmente alrededor de los ojos.
- Expresión facial triste y párpados caídos.
- Anemia.
- Insensibilidad y hormigueo en pies y manos.
- Voz ronca o profunda.
- Hinchazón de piernas.

## Prevención
Es posible realizar exámenes en los recién nacidos para evitar el cretinismo.

### Diagnóstico
En los casos más frecuentes (hipotiroidismo primario), el diagnóstico se logra mediante la determinación en sangre del TSH. Esa hormona va a encontrarse elevada, confirmando el diagnóstico.
Los niveles de hormonas tiroideas, T3 y T4, no son útiles en etapas iniciales de la enfermedad, ya que pueden encontrarse normales. También, algunas enfermedades, medicamentos o condiciones no tiroideas pueden alterar en forma falsa esas pruebas. Por lo tanto, en la mayoría de los casos, se recomienda cuantificar únicamente la hormona TSH y si se requiere cuantificar las hormonas T3 y T4, se debe cuantificar la forma libre (T3 libre y T4 libre) de las mismas, para evitar las alteraciones que se producen en los niveles totales de las hormonas.

## Tratamiento
El propósito del tratamiento es reponer la deficiencia de la hormona tiroidea. Para el tratamiento del hipotiroidismo se utiliza la hormona tiroidea en pastillas. La persona debe tomarla en forma permanente, pero es importante verificar la dosis al menos dos veces al año, mediante la determinación en sangre de los niveles hormonales tiroideos, incluyendo el TSH. Hay casos muy raros de hipotiroidismo transitorio.
La dosificación varía de paciente a paciente, y puede ir desde dosis tan bajas como 25 microgramos al día, hasta dosis tan elevadas como 300 microgramos al día, en casos resistentes. No obstante, en la mayoría de los casos, las dosis de 50 microgramos a 150 microgramos al día, pueden ser suficientes.

## Pronóstico
Con tratamiento, a las dosis correctas para el paciente, los niveles de hormona tiroidea normalizan. Es importante hacer hincapié en la necesidad del control médico periódico. 